# Фестиваль фильмов об искусстве в Азоло
Фестиваль фильмов об искусстве в Азоло (итал. Asolo Art Film Festival) — фестиваль фильмов об искусстве в итальянском городе Азоло, первый в мире арт-кинофестиваль.

## История
История фестиваля берет своё начало в 1973 году. Флавиа Паулон, критик, эссеист и сотрудник Венецианского кинофестиваля с сорокалетним стажем, сожалела о том, что Биеннале в Венеции после социальных волнений в стране в 1968 году отказалось от международного показа фильмов об искусстве и от других второстепенных кинематографических конкурсов. Спустя несколько лет появился шанс создать самостоятельный фестиваль фильмов об искусстве. Паулон была не только основателем, но и художественным директором фестиваля вплоть до 1982 года. При поддержке ЮНЕСКО каждый год показывались лучшие неизданные работы, выпущенные за два предыдущих года. Среди создателей фильмов, которые были выставлены на конкурс — Ален Рене, Андрей Тарковский, Анри Сторк, Жан Руш, Лучано Эммер, Джорджо Тревес.
Первый Гран-При был вручен фильму Андрея Тарковского «Андрей Рублев», снятому в 1966 году на киностудии «Мосфильм».
В середине 90-х годов история фестиваля прервалась из-за недостаточного финансирования. Он возродился в 2001 году под новым именем «Международный фестиваль фильмов об искусстве и биографиях художников», а в 2002 был переименован в «Международный фестиваль киноискусства в Азоло». Организатором и идейным вдохновителем фестиваля Art Film Festival Asolo является Культурная ассоциация ALA (итал. Armonioso Labirinto Asolano).
В 2021 году Гран-При фестиваля взял российский фильм «Сопричастие» (ANIMA) Лилии Тимирзяновой.

## Конкурсная программа фестиваля
Конкурсная программа фестиваля делится на шесть секций:
- Фильмы об искусстве
- Фильмы-биографии художников, скульпторов и т. д.
- Фильмы об архитектуре, дизайне и территории
- Видео-арт
- Фильмы, выпущенные киношколами и вузами
- Мультипликационные фильмы